# 1687 w polityce

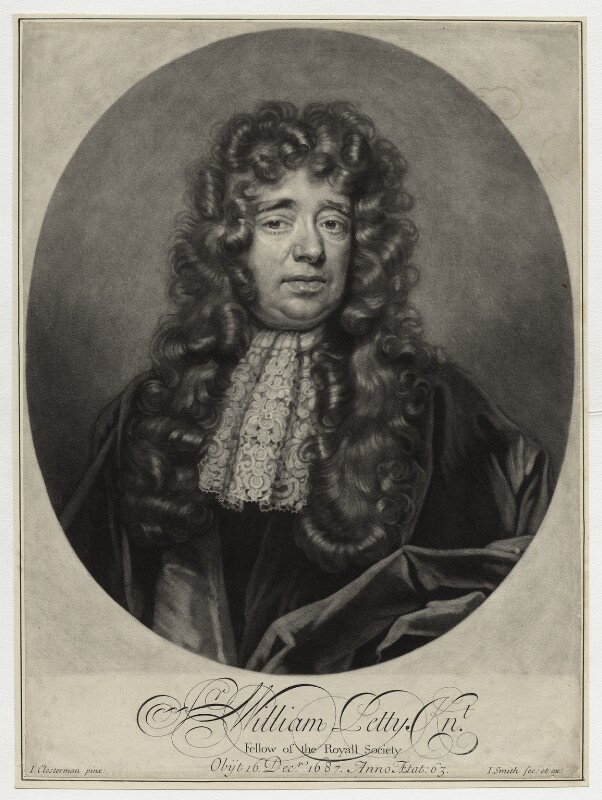
Sir William Petty

Wydarzenia polityczne w 1687 roku.

## Zmarli
- 16 grudnia William Petty, angielski ekonomista, krytyk merkantylizmu[1].